# Roulado FC
El Roulado es un equipo de fútbol de Haití que milita en la Segunda División de Haití, la segunda liga de fútbol más importante de dicho país.

## Historia
Fue fundado el 4 de agosto de 1989 en la localidad conocida como la Gonave y ha sido campeón de la Liga de fútbol de Haití en 2 ocasiones y 1 vez subcampeón. Nunca ha ganado títulos de copa. Posee una rivalidad de ciudad con el Racing Club Haitien, quien ha sido más exitoso.
A nivel internacional ha participado en 1 torneo continental, en el Campeonato de Clubes de la CFU del año 2001, donde avanzó hasta la Segunda ronda.
Descendió en la Temporada 2007 al ubicarse en la 14ª posición entre 16 equipos (descienden los últimos 4 de la tabla general).

## Palmarés
- Liga de fútbol de Haití: 2

2002 O, 2003 C
- - Subcampeón: 1

1992

## Participación en competiciones de la CONCACAF
- Campeonato de Clubes de la CFU: 1 aparición

2001: segunda ronda, grupo B, 3.er lugar, 1 pt

## Jugadores destacados
- James Marcelin
- Johnny Descolines